# Max Uhle
Max Uhle (ur. 25 marca 1856 w Dreźnie, zm. 11 maja 1944 w Lublińcu) – niemiecki archeolog, prowadzący wykopaliska archeologiczne w Peru, Chile, Ekwadorze i Boliwii.

## Edukacja
W 1880 uzyskał doktorat z lingwistyki na Uniwersytecie Lipskim i podjął pracę w Królewskim Muzeum Etnograficznym w Berlinie.

## Działalność w Ameryce Południowej
W 1892 Muzeum Etnograficzne powierzyło Maxowi misję zdobycia eksponatów z Ameryki Południowej. Po przybyciu do Buenos Aires prowadził prace poszukiwawcze najpierw na południowym zachodzie Argentyny, a następnie, w kolejnym roku w Boliwii, gdzie badał stanowiska archeologiczne kultury Tiwanaku. Od 1895 rozpoczął współpracę z Uniwersytetem Pensylwanii i przeniósł się do Limy. W Peru prowadził wykopaliska w Pachacámac i od 1899 badał kulturę Mochica. W latach 1905–11 był dyrektorem działu archeologicznego w Państwowym Muzeum Historycznym w Limie. W 1912 na zaproszenie rządu chilijskiego przeniósł się do Santiago de Chile, gdzie założył i kierował Muzeum Etnologii i Antropologii. W 1917 w północnym Chile odkrył i udokumentował setki mumii starożytnej kultury nazwanej od plaży gdzie znaleziono duże ich ilości kulturą Chinchorro. W latach 1920–1933 prowadził wykopaliska w Ekwadorze, po czym powrócił do Niemiec. Zmarł w szpitalu psychiatrycznym w Lublińcu w 1944 i został pochowany na przylegającym do niego cmentarzu.